# Pomyków (województwo lubelskie)
Pomyków – wieś w Polsce położona w województwie lubelskim, w powiecie parczewskim, w gminie Siemień.
W latach 1975–1998 miejscowość położona była w województwie bialskopodlaskim.
Wieś stanowi sołectwo w gminie Siemień. Według Narodowego Spisu Powszechnego z roku 2011 wieś liczyła 67 mieszkańców.
Wierni Kościoła rzymskokatolickiego należą do parafii św. Stanisława w Czemiernikach.